# Leiten (Auerbach in der Oberpfalz)
Leiten ist ein Gemeindeteil der Oberpfälzer Stadt Auerbach in der Oberpfalz im Landkreis Amberg-Sulzbach in Bayern.
Der Weiler liegt nördlich der Stadt und ist vom Stadtmittelpunkt etwa sieben Kilometer entfernt.

## Geschichte
Leiten gehörte bis 1. Mai 1978 zur politischen Gemeinde Ranzenthal und wurde im Zuge der Gemeindegebietsreform zusammen mit den Ranzenthaler Gemeindeteilen Espamühle, Hagenohe, Ligenz, Mühldorf und Ortlesbrunn zum 1. Mai 1978 in die Stadt Auerbach eingegliedert.